# Jean de Dinteville
Jean de Dinteville, né en 1504 et mort en 1555 ou 1557, est bailli de Troyes, seigneur de Polisy et ambassadeur français.

## Famille
Il est le petit-fils de Claude de Jaucourt de Dinteville (~1413-1477) et de Jeanne de La Baume, fille du seigneur de Mont-Saint-Sorlin, descendante de la riche et puissante famille des comtes de Mont-Revel. 
Son grand-père Claude de Dinteville, seigneur de Polisy, Échenay et Commarin, a été élevé à la cour des derniers ducs de Bourgogne puis nommé conseiller et surintendant des finances de Charles le Téméraire (duc de Bourgogne 1467–1477) ; il est tué à l'âge de 64 ans à la bataille de Nancy (1477) avec Charles le Téméraire. 
Claude de Dinteville seigneur de Polisy, et sa femme Jeanne, ont eu 14 enfants, quatre filles et dix garçons .
L'aîné, Gaucher  Ier, est le père de notre Jean de Dinteville. Il a été maître d’hôtel du roi et chevalier de ses ordres, puis lieutenant de la ville de Sienne pendant les guerres d'Italie et gouverneur du dauphin de France fils du roi François Ier. Il a épousé Anne du Plessis. 
Le deuxième frère est Jacques de Dinteville, Grand veneur de France, dont la fille Bénigne de Dinteville, dame de Commarin, se marie avec Gérard de Vienne, seigneur de Ruffey et de Chevreaux.
Son plus jeune frère est François Ier de Dinteville, pourvu de nombreux bénéfices, et finalement évêque d'Auxerre (1513-1530) avant son neveu François II de Dinteville (évêque en 1530-1554 ; frère de notre Jean de Dinteville de Polisy, et de Gaucher II sire de Vanlay : tous fils de Gaucher Ier).
Claude de Dinteville († 1506), abbé de Reigny puis de la Ferté-sur-Grosne (1470-1506) est aussi un des fils de Claude de Dinteville seigneur de Polisy. Claude est également cité comme abbé de la Bussière, dans l'église de laquelle il est enterré († 1507) ; un bas-relief de sa tombe, classé objet MH, est toujours visible à l'église des Trois-Vallées ou église de l'Assomption jouxtant les bâtiments de l'ancienne abbaye.
"Guillaume" de Pot (en fait Louis Pot), évêque contesté de Tournai en 1483, † en 1505, est un oncle (en fait un grand-cousin).

## Biographie
Jean de Dinteville est né le 21 septembre 1504 et est décédé en 1555 à Polisy et fut paralysé durant ses dix dernières années.
C'était un ambassadeur français, il fut l'agent du roi à Troyes à ses 18 ans de 1522 à 1554. En 1531, il fut ambassadeur en Angleterre, seigneur de Polisy, gouverneur et chambellan du duc d'Orléans.
C'est un passionné de peinture, un homme très cultivé, qui joue de la musique, aime les sciences et les idées modernes.
Il figure à gauche sur le tableau Les Ambassadeurs d'Hans Holbein le Jeune. Il a été envoyé en mission diplomatique par François 1er afin de créer une alliance entre la France et le roi d'Angleterre Henri VIII. Ce roi avait pour intention de divorcer de Catherine d'Aragon pour se marier avec Anne Boleyn mais cela déplaît à l’Église. Afin que les situations diplomatiques s'améliorent et pour avoir de l'apaisement amical, le roi François 1er de France tente un rapprochement entre la France et l'Angleterre en envoyant ses deux ambassadeurs à leur rencontre. Hans Holbein le Jeune peint ce tableau afin de montrer que les deux pays unis peuvent s'échanger un riche partage de connaissances mais la mission fut un échec à cause des menaces du pape envers la France.
Contrairement aux racines bourgeoises de Georges de Selve, Jean de Dinteville était membre de la noblesse d'épée. Ses prétentions à la noblesse remontent au Moyen Âge. Le nom de famille remonte au XIVe siècle lorsqu'un ancêtre, Pierre de Jaucourt, adopta le nom de Dinteville, qui était le nom de sa seigneurie en Champagne. Le deuxième fils de Pierre, Jean, s'installe à Polisy peu avant 1321.
Le grand-père de Jean de Dinteville, Claude de Dinteville, était le Surintendant des Finances de Charles le Téméraire, le duc de Bourgogne. Claude fut tué aux côtés de son maître à la bataille de Nancy en 1477.
Jean de Dinteville est né le 21 septembre 1504. Il était le troisième fils de Gaucher de Dinteville, seigneur de Polisy et bailli de Troyes. Gaucher a consacré une grande partie de sa carrière à des postes attachés à la cour de France. Tandis que son père occupait le poste de premier maître d'hôtel auprès du dauphin François, Jean servit d'échanson, ou porte-gobelet, aux enfants royaux entre 1521 et 1524. À la fin des années 1520, Jean avait succédé à son père dans le poste de bailli de Troyes. En tant que bailli, Jean a été le représentant du roi au bailliage, avec la responsabilité des questions militaires et le maintien de l'ordre. Les fonctions judiciaires autrefois sous la responsabilité du bailli avaient été reprises par d'autres fonctionnaires au début du XVIe siècle. Le poste était en grande partie héréditaire et occupé par des fidèles du roi appartenant à la noblesse. Jean devient seigneur de Polisy en 1531 à la mort de son père. Il est probable qu'en même temps, il a succédé à son père en tant que membre de l'Ordre de Saint-Michel.
La majeure partie du temps de Jean a été consacrée à paraître à la cour. C'est ici qu'il a sans doute rencontré Georges de Selve, fils du Premier Président du Parlement. C'est aussi ici qu'il fréquente des humanistes français, notamment Jacques Lefèvre d’Étaples, qui en 1526 occupe le poste de précepteur du futur duc d'Angoulême et travaille sous le patronage de François Ier. Les positions épistémologiques et doctrinales de Lefèvre ont joué un rôle crucial dans la création des Ambassadeurs.

## Représentations artistiques
Il est le personnage de gauche sur la célèbre peinture comportant une anamorphose de crâne humain Les Ambassadeurs de Hans Holbein le Jeune où il est en compagnie de Georges de Selve. En 1533, au moment où a été faite cette peinture, il est ambassadeur français à Londres. Il est le commanditaire de cette œuvre, aujourd'hui exposée à la "National Gallery" à Londres.
Il existe plusieurs autres portraits de Dinteville attribués à Holbein, dont un dessin conservé à Windsor et une peinture sur bois conservée à Berlin (Portrait d'un homme tenant un luth, 1534 ou 1535, Staatliche Museen, Gemäldegalerie). Il existe également de lui un portrait au crayon et sanguine de Jean Clouet ou François Clouet.